# 5004 Bruch
Az 5004 Bruch (ideiglenes jelöléssel 1988 RR3) a Naprendszer kisbolygóövében található aszteroida. Freimut Börngen fedezte fel 1988. szeptember 8-án.